# Drissa Dié
Drissa Dié (Bouaké, 13 maggio 1960) è un ex cestista ivoriano.

## Palmarès
- Campionato francese: 2

CSP Limoges: 1983-84, 1984-85

## Carriera
Con la Costa d'Avorio ha disputato i Campionati mondiali del 1982 e due edizioni dei Campionati africani (1978, 1981).